# Victimologie
La victimologie est le domaine des sciences criminelles qui, comme son nom l'indique, étudie la victime. Différents aspects sont étudiés variant de la prévention (étude de la relation victime-agresseur par exemple) à l'optimisation des modes de prise en charge par une meilleure connaissance des conséquences de l'acte délinquantiel sur la victime (stress, traumatisme, dissociation, résilience, etc.). Les relations entre la victime et le système judiciaire sont aussi au cœur des préoccupations de cette discipline.
Permettant à l'origine d'aider les victimes d'attentats et d'accidents, la victimologie s'est ensuite appliquée aux autres traumatismes tels le harcèlement moral ou la perversion narcissique.
La victimologie est une discipline jeune qui s'est principalement développée à partir des années 1950, entraînant une considération plus importante des victimes par le corps social. La création de nombreuses associations d'aide aux victimes ou des cellules d'urgence médico-psychologique (CUMP) peut être citée en exemple de cette tendance.

## Histoire
La notion de victimologie est récente. Elle débute avant la Deuxième Guerre mondiale, mais prend son essor après, en raison du grand nombre de victimes qu’elle a causées.
En 1937, Benjamín Mendelsohn (es), avocat pénaliste roumain, est le premier à s’intéresser aux victimes par une expérience publiée dans la Revue de droit pénal et de criminologie. Il est suivi par l'Allemand Hans von Hentig (en), qui publie en 1948 Le Criminel et sa victime. Alors que la discipline se développe, le champ d'action de la victimologie se précise, avec une partie pénale, étroitement liée à la criminologie, et une partie générale qui intègre les victimes d'accidents, de catastrophes naturelles, etc. Une troisième approche s'intéresse aux victimes de violations des droits de la personne, dont le responsable n'est plus un ou plusieurs individus directement comme en victimologie pénale, mais un groupe humain ou un État ; elle intègre les génocides, la torture, l'esclavage, etc.,. Von Hentig (1948), Ellenberger (1954) puis Mendelsohn (1956) développent chacun des typologies permettant de classer des individus et des comportements de « victimisation » afin d'expliquer le crime, et ainsi, le prévoir. Dans les années 1980, la victimologie s'est brusquement transformée d'un champ de recherche centrée sur le rôle et les prédispositions «victimogènes» de la personne lésée en une victimologie appliquée, soucieuse d'améliorer le sort de la victime en offrant à celle-ci l'aide, l'appui et le dédommagement nécessaires pour alléger ses souffrances. Cette transformation s'est produite essentiellement pour des motifs politiques, en raison d'un « revirement vers la droite dans l'opinion publique » et sous l'impulsion de mouvements en faveur des victimes, portés principalement par le mouvement féministe, considérant que la théorie de la « victime catalyseuse » revenait à faire porter à la victime la responsabilité du crime. À ce jour, la victimologie se concentre essentiellement sur les victimes de violation des droits de la personne, en y intégrant les victimes d'actes criminels.
D'après Gerd Kirchhoff, « la victimologie est l'étude scientifique des victimes et des victimisations attribuables à la violation des droits de la personne ; elle étudie également le crime, ainsi que la réaction par rapport au crime et à la victimisation. D'une façon scientifique, la victimologie décrit, mesure, analyse et interprète les structures et modèles, les configurations, les relations associatives (et éventuellement causales) et calcule les probabilités. »
La querelle s’ouvre entre deux conceptions de la victimologie, l’une humaniste d’origine européenne, l’autre typologique d’origine nord-américaine qui cherche à définir les différents types de victimes.

## Approches régionales

### Monde francophone
Dans la francophonie, la recherche en victimologie est marquée par les travaux de plusieurs professeur(e)s de l'École de criminologie de l'Université de Montréal. Cet intérêt pour les victimes s'amorce peu après la fondation de l'École avec l'embauche, en 1962, du professeur Henri Ellenberger qui s'intéresse à la relation criminel victime. Celui-ci dirige plus tard les travaux d'Ezzat Fattah qui publie, en 1971, sa thèse de doctorat intitulée La victime est-elle coupable ? Le rôle de la victime dans le meurtre en vue de vol où il s'intéresse aux rôles interchangeables des victimes et des délinquants. Fattah quitte ensuite Montréal pour fonder, en 1974, l'École de criminologie de l'Université Simon Fraser en Colombie-Britannique. Micheline Baril, professeure à l'École de criminologie de l'Université de Montréal, a également contribué à la victimologie par ses recherches sur le processus de victimisation et l'impact du crime,. Engagée dans le développement des services offerts aux victimes, notamment en fondant l'Association québécoise Plaidoyer-Victime en 1984. Depuis le début des années 2000, la professeure Jo-Anne Wemmers a développé une expertise de renommée internationale en victimologie. Elle a publié en français deux ouvrages de référence sur la question: Introduction à la victimologie (2003) et Victimologie: une perspective canadienne (2017).
En France, le psychiatre Gérard Lopez, fonde l'Institut de victimologie de Paris en 1994 et initie le premier diplôme universitaire français de victimologie en 1993 (université Paris 5). Il publie également un ouvrage de référence sur la question. Robert Cario, professeur de sciences criminelles, a créé un DESS de victimologie à la faculté de droit de Pau et publié un ouvrage de référence constamment mis à jour.

## Criminologie et victimologie
Pendant longtemps, la recherche en criminologie s'est concentrée sur l'acte et l'auteur des infractions, ignorant par là même un pan important du phénomène criminel : la victime. Au cours des années 1980, les chercheurs ont donc commencé à se focaliser également sur la victime, par l'étude des conséquences du crime, mais également par l'étude des possibilités d'aide aux victimes. Une des avancées primordiales au niveau de la recherche a été l'apparition des sondages de victimisation. Ces derniers permettent en effet d'évaluer le phénomène criminel en prenant l'information chez la victime elle-même, donnant ainsi accès à tous les actes n'étant pas parvenus jusqu'aux autorités.
Au sens strict, la victimologie est l'étude des victimes de délits ou de crimes, leur statut psycho-social et leurs éventuelles relations avec les agresseurs ou leur simple qualité de cible dans une perspective de criminologie économique. Mais elle conduit également à explorer d'autres pistes, par exemple, à ce qui peut prédisposer certaines personnes à devenir des victimes, comme une singularité dans la physionomie, l'appartenance à une minorité culturelle, etc. (En opposition à la victimologie classique, qui ne considère la victime que comme un objet de droit passif). Mais on ne doit pas la réduire à ses aspects purement psychotraumatologiques. Pour d'autres, comme pour S. Schafer (in Victimology: The victim and his criminal) ce serait plutôt l'étude de la relation entre le criminel et la victime.
« La victimologie est une discipline récente, née aux États-Unis, qui ne fut d'abord qu'une branche de la criminologie. Elle consiste en l'analyse des raisons qui amènent un individu à devenir victime, des processus de victimisation, des conséquences que cela induit pour lui et des droits auxquels il peut retendre. En France, une formation existe depuis 1994, conduisant à un diplôme universitaire. Cette formation d'adresse aux médecins d'urgence,aux psychiatres et aux psychothérapeutes, aux juristes ainsi qu'à toute personne ayant pour responsabilité professionnelle d'aider les victimes. Une personne qui a subi une agression psychique telle que le harcèlement moral est réellement une victime, puisque son psychisme a été altéré de façon plus ou moins durable ».
Plus récemment, la victimologie est devenue transverse et consiste en l'étude du phénomène de victimation sous différents angles et disciplines. Il peut s'agir de l'analyse philosophique de la figure de victime, comme l'a proposé Rebecca Stringer, de la construction socio-historique du concept, ou encore d'études empiriques qui explorent les tenants et aboutissants des processus de victimation. En France, la recherche universitaire en victimologie est encore peu développée, probablement du fait de l'éclatement des disciplines qui en traitent et du peu de groupements de recherche spécifiquement dédiés.

## Les dimensions de la victimologie
La victimologie présente quatre dimensions :
1. Juridique:
- droit civil,
- droit pénal,
- droit social…

2. Empirique (C'est l'étude du coupable et de la victime) :
- étude sociologique (sondage, questionnaire…)
- étude ethnologique
- étude des facteurs victimologiques

3. Psychologique :
- Psychotraumatologie : l'étude et les soins des personnes atteintes par un événement potentiellement traumatique

4. Humanitaire :
- C'est un ensemble de mouvements associatifs fondamentaux.